# Србија на Олимпијским играма
Србија је до сада самостално учествовала четири пута на Летњим и три пута на Зимским олимпијским играма. Дебитовала је као Краљевина Србија на Летњим олимпијским играма 1912. године у Стокхолму, а први наредни наступ, као Република Србија, је остварила након 96 година на Летњим олимпијским играма 2008 у Пекингу.
Спортисти са данашње територије Србије су учествовали у склопу других олимпијских тимова, највише као део неколико југословенских држава у периоду од 1920. до 2006. године.

## Историја
Иако Србија званично није учествовала у такмичарском делу првих модерних олимпијских игара одржаних 1896. године у Атини, играма присуствовао је и краљ Србије Александар Обреновић на позив грчког краља Ђорђа I. Спортисти са данашње територије Војводине такмичили су се као део олимпијског тима Мађарске (као дела Аустроугарске). На првим играма у Атини Момчило Тапавица из Надаља освојио бронзану медаљу у тенису и постао први спортиста са данашње територије Србије и први етнички Србин учесник и освајач олимпијске медаље. Атлетичар Ђуро Стантић из Суботице је освојио златну медаљу на Олимпијским међуиграма 1906. у Атини, а гимнастичар Јожеф Беркеш из Панчева је дошао до сребрне медаље на Летњим олимпијским играма 1912. у Стокхолму, када је данашња територија Војводине и даље била део Аустроугарске.
Олимпијски комитет Србије је основан 23. фебруара 1910. године под именом Српски олимпијски клуб на иницијативу младих официра школованих у Француској, међу којима је водећу улогу имао Светомир Ђукић. Године 1911. је променио име у Централни олимпијски клуб па је 17. јула 1912. добио име Олимпијски комитет Србије. На конгресу у Стокхолму, који је трајао од 4. до 17. јула 1912, примљен је у Међународни олимпијски комитет, а и Светомир Ђукић је постао члан МОК. Први пут на играма спортисти из Србије појавили су се на Летњим олимпијским играма 1912. године у Стокхолму . Први олимпијци су били спринтер Душан Милошевић) и маратонац Драгутин Томашевић.
Након Првог светског рата српски спортисти учествовали су као део неколико југословенских земаља, а на Летње олимпијске игре 1992. одржаним у Барселони су се због међународних санкција СР Југославији такмичили под олимпијском заставом као независни учесници.
За један од важнијих момената у модернијој историји олимпијских игара је заслужан српски кошаркаш и спортски функционер Борислав Станковић, дугогодишњи секретар ФИБА и члан МОК-а, који је утицао на промену правила и омогућио дозволу кошаркашима из НБА лиге да наступе за репрезентацију, што је резултирало дебијем Дрим-тима у Барселони.
Олимпијски комитет Србије је правни наследник ЈОКа и ОКСЦГ, што су потврдили, Међународни олимпијски комитет, Светска асоцијација националних олимпијских комитета, Европски олимпијски комитети, Међународни комитет Медитеранских игара и Асоцијација националних олимпијских комитета земаља Балкана. ОКС-у је тако признат легитимитет од 1912. и није морао да се поново учлањује у Међународни олимпијски комитет.,
Након 96 година, Србија је поново учествовала под својим именом и заставом на Олимпијским играма у Пекингу 2008. Године 2010. остварен је дебитантски наступ на Зимским олимпијским играма. Стоту олимпијску медаљу за Олимпијски комитет Србије (рачунајући и ЈОК и ОКСЦГ) освојила је Ивана Максимовић у стрељаштву на Олимпијским играма 2012. године у Лондону.
Београд је двапут био званични кандидат за града домаћина и то за Летње олимпијске игре 1992, када је испао у трећем кругу гласања Међународног олимпијског комитета (тада су се игре одржале у Барселони), и Летње олимпијске игре 1996., када је град домаћин била Атланта.

### Медаље
После ЛОИ 2020. (Токио,  Јапан)
Освојене медаље по играма
| Држава                | ЛОИ | Злато | Сребро | Бронза | Укупно | ЗОИ | Злато | Сребро | Бронза | Укупно | ОИ | Злато | Сребро | Бронза | Укупно |
| Краљевина Србија      | 1   | 0     | 0      | 0      | 0      | 0   | 0     | 0      | 0      | 0      | 1  | 0     | 0      | 0      | 0      |
| Краљевина Југославија | 5   | 3     | 2      | 3      | 8      | 3   | 0     | 0      | 0      | 0      | 8  | 3     | 2      | 3      | 8      |
| СФР Југославија       | 11  | 23    | 27     | 25     | 75     | 10  | 0     | 3      | 1      | 4      | 21 | 23    | 30     | 26     | 79     |
| Независни учесници    | 1   | 0     | 1      | 2      | 3      | 0   | 0     | 0      | 0      | 0      | 1  | 0     | 1      | 2      | 3      |
| СР Југославија        | 2   | 2     | 2      | 3      | 7      | 2   | 0     | 0      | 0      | 0      | 4  | 2     | 2      | 3      | 7      |
| Србија и Црна Гора    | 1   | 0     | 2      | 0      | 2      | 1   | 0     | 0      | 0      | 0      | 2  | 0     | 2      | 0      | 2      |
| Република Србија      | 4   | 6     | 7      | 11     | 24     | 3   | 0     | 0      | 0      | 0      | 7  | 9     | 8      | 12     | 29     |
| Укупно                | 25  | 34    | 41     | 44     | 119    | 19  | 0     | 3      | 1      | 4      | 44 | 34    | 44     | 45     | 123    |

Освојене медаље по спортовима
| Спорт            | Злато | Сребро | Бронза | Укупно |       |   |   |   |    |
| ---------------- | ----- | ------ | ------ | ------ | ----- | - | - | - | -- |
| Спорт            | Злато | Сребро | Бронза | Укупно | Рвање | 5 | 6 | 7 | 18 |
| Ватерполо        | 5     | 5      | 3      | 13     |       |   |   |   |    |
| Гимнастика       | 5     | 2      | 4      | 11     |       |   |   |   |    |
| Стрељаштво       | 4     | 5      | 6      | 15     |       |   |   |   |    |
| Бокс             | 3     | 2      | 6      | 11     |       |   |   |   |    |
| Рукомет          | 3     | 1      | 1      | 5      |       |   |   |   |    |
| Кајак и кану     | 2     | 3      | 1      | 6      |       |   |   |   |    |
| Теквондо         | 2     | 1      | 1      | 4      |       |   |   |   |    |
| Кошарка          | 1     | 6      | 4      | 11     |       |   |   |   |    |
| Фудбал           | 1     | 3      | 1      | 4      |       |   |   |   |    |
| Пливање          | 1     | 2      | 0      | 3      |       |   |   |   |    |
| Веслање          | 1     | 1      | 3      | 5      |       |   |   |   |    |
| Одбојка          | 1     | 1      | 2      | 4      |       |   |   |   |    |
| Карате           | 1     | 0      | 0      | 1      |       |   |   |   |    |
| Атлетика         | 0     | 2      | 1      | 3      |       |   |   |   |    |
| Алпско скијање   | 0     | 2      | 0      | 2      |       |   |   |   |    |
| Скијашки скокови | 0     | 1      | 1      | 2      |       |   |   |   |    |
| Стони тенис      | 0     | 1      | 1      | 2      |       |   |   |   |    |
| Џудо             | 0     | 0      | 2      | 2      |       |   |   |   |    |
| Тенис            | 1     | 0      | 1      | 1      |       |   |   |   |    |
| Укупно (20)      | 36    | 44     | 45     | 125    |       |   |   |   |    |

## Преглед учешћа и освојених медаља на Олимпијским играма под заставом Србије

### Летње олимпијске игре

#### Учешће и освојене медаље на ЛОИ
| Учешће и освојене медаље на ЗОИ |                                                 |                                                 |                                                 |                                                 |                                                 |                                                 |                                                 |                                                 |                                                 |                                                 |
| ЛОИ                             | Носилац заставе                                 | Учешће                                          | Мушкарци                                        | Жене                                            | Спорт                                           | Злато                                           | Сребро                                          | Бронза                                          | Укупно                                          | Ранг                                            |
| 1896—1908.                      | Није учествовала                                | Није учествовала                                | Није учествовала                                | Није учествовала                                | Није учествовала                                | Није учествовала                                | Није учествовала                                | Није учествовала                                | Није учествовала                                | Није учествовала                                |
| 1912. Стокхолм                  | Драгутин Томашевић                              | 2                                               | 2                                               | 0                                               | 1                                               | 0                                               | 0                                               | 0                                               | 0                                               | —                                               |
| 1920—1988.                      | Као део Краљевине Југославије и СФР Југославије | Као део Краљевине Југославије и СФР Југославије | Као део Краљевине Југославије и СФР Југославије | Као део Краљевине Југославије и СФР Југославије | Као део Краљевине Југославије и СФР Југославије | Као део Краљевине Југославије и СФР Југославије | Као део Краљевине Југославије и СФР Југославије | Као део Краљевине Југославије и СФР Југославије | Као део Краљевине Југославије и СФР Југославије | Као део Краљевине Југославије и СФР Југославије |
| 1992. Барселона                 | Као део Независних учесника                     | Као део Независних учесника                     | Као део Независних учесника                     | Као део Независних учесника                     | Као део Независних учесника                     | Као део Независних учесника                     | Као део Независних учесника                     | Као део Независних учесника                     | Као део Независних учесника                     | Као део Независних учесника                     |
| 1996—2004.                      | Као део СР Југославије и Србије и Црне Горе     | Као део СР Југославије и Србије и Црне Горе     | Као део СР Југославије и Србије и Црне Горе     | Као део СР Југославије и Србије и Црне Горе     | Као део СР Југославије и Србије и Црне Горе     | Као део СР Југославије и Србије и Црне Горе     | Као део СР Југославије и Србије и Црне Горе     | Као део СР Југославије и Србије и Црне Горе     | Као део СР Југославије и Србије и Црне Горе     | Као део СР Југославије и Србије и Црне Горе     |
| 2008. Пекинг                    | Јасна Шекарић                                   | 91                                              | 66                                              | 25                                              | 11                                              | 0                                               | 1                                               | 2                                               | 3                                               | 62.                                             |
| 2012. Лондон                    | Новак Ђоковић                                   | 116                                             | 80                                              | 36                                              | 15                                              | 1                                               | 1                                               | 2                                               | 4                                               | 42.                                             |
| 2016. Рио де Жанеиро            | Ивана Анђушић Максимовић                        | 103                                             | 58                                              | 45                                              | 14                                              | 2                                               | 4                                               | 2                                               | 8                                               | 32.                                             |
| 2020. Токио                     | Соња Васић Филип Филиповић                      | 86                                              | 42                                              | 44                                              | 15                                              | 3                                               | 1                                               | 5                                               | 9                                               | 28.                                             |
| 2024. Париз                     | Маја Огњеновић Душан Мандић                     | 113                                             | 70                                              | 43                                              | 15                                              | 3                                               | 1                                               | 1                                               | 5                                               |                                                 |
| 2028. Лос Анђелес               |                                                 |                                                 |                                                 |                                                 |                                                 |                                                 |                                                 |                                                 |                                                 |                                                 |
| 2032. Бризбејн                  |                                                 |                                                 |                                                 |                                                 |                                                 |                                                 |                                                 |                                                 |                                                 |                                                 |
| Укупно (5)                      |                                                 | 511                                             | 318                                             | 193                                             |                                                 | 9                                               | 8                                               | 12                                              | 29                                              | —                                               |

#### Преглед учешћа спортиста Србије и освојених медаља по спортовима на ЛОИ
| Спорт        | Период | Период   | Укупно | Мушкарци | Жене | Злато | Сребро | Бронза | Укупно |
| Спорт        | Прво   | Последње | Укупно | Мушкарци | Жене | Злато | Сребро | Бронза | Укупно |
| ------------ | ------ | -------- | ------ | -------- | ---- | ----- | ------ | ------ | ------ |
| Атлетика     | 1912   | 2020     | 22     | 13       | 9    | 0     | 0      | 1      | 1      |
| Бициклизам   | 2008   | 2016     | 4      | 3        | 1    | 0     | 0      | 0      | 0      |
| Бокс         | 2012   | 2020     | 1      | 1        | 0    | 0     | 0      | 0      | 0      |
| Ватерполо    | 2008   | 2020     | 23     | 23       | 0    | 2     | 0      | 2      | 4      |
| Веслање      | 2008   | 2020     | 9      | 8        | 1    | 0     | 0      | 0      | 0      |
| Карате       | 2020   | 2020     | 1      | 0        | 1    | 1     | 0      | 0      | 1      |
| Кајак и кану | 2012   | 2020     | 17     | 9        | 8    | 0     | 1      | 0      | 1      |
| Кошарка      | 2016   | 2020     | 24     | 12       | 12   | 0     | 1      | 2      | 3      |
| Одбојка      | 2008   | 2020     | 40     | 18       | 22   | 0     | 1      | 1      | 2      |
| Пливање      | 2008   | 2020     | 13     | 7        | 6    | 0     | 1      | 0      | 1      |
| Рвање        | 2008   | 2020     | 4      | 4        | 0    | 1     | 0      | 1      | 2      |
| Рукомет      | 2012   | 2012     | 15     | 15       | 0    | 0     | 0      | 0      | 0      |
| Стони тенис  | 2008   | 2020     | 2      | 2        | 0    | 0     | 0      | 0      | 0      |
| Стрељаштво   | 2008   | 2020     | 13     | 7        | 6    | 0     | 2      | 2      | 4      |
| Теквондо     | 2012   | 2020     | 4      | 1        | 3    | 2     | 1      | 1      | 4      |
| Тенис        | 2008   | 2020     | 7      | 4        | 3    | 0     | 0      | 1      | 1      |
| Фудбал       | 2008   | 2008     | 18     | 18       | 0    | 0     | 0      | 0      | 0      |
| Џудо         | 2012   | 2020     | 2      | 2        | 0    | 0     | 0      | 0      | 0      |
| Укупно (18)  |        |          | 218    | 147      | 71   | 6     | 7      | 11     | 24     |

Разлика у горње две табеле од 94 учесника (59 мушкараца и 35 жена) настала је у овој табели јер је сваки спортиста без обзира колико је пута учествовао на играма и у колико разних дисциплина и спортова на истим играма рачунат само једном.

#### Освајачи медаља на ЛОИ
| #   | Медаља | Такмичар(и) | ЛОИ                  | Спорт        | Дисциплина                   |
| --- | ------ | --- | -------------------- | ------------ | ---------------------------- |
| 1.  | Злато  | Милица Мандић | 2012. Лондон         | Теквондо     | + 67 кг Ж                    |
| 2.  | Злато  | Давор Штефанек | 2016. Рио де Жанеиро | Рвање        | грчко-римски стил до 66 кг М |
| 3.  | Злато  | Мушка ватерполо репрезентација: Гојко Пијетловић Душан Мандић Живко Гоцић Сава Ранђеловић Милош Ћук Душко Пијетловић Филип Филиповић Слободан Никић Милан Алексић Никола Јакшић Андрија Прлаиновић Стефан Митровић Бранислав Митровић        | 2016. Рио де Жанеиро | Ватерполо    | турнир М                     |
| 4.  | Злато  | Милица Мандић | 2020. Токио          | Теквондо     | + 67 кг Ж                    |
| 5.  | Злато  | Јована Прековић | 2020. Токио          | Карате       | до 61 кг Ж                   |
| 6.  | Злато  | Мушка ватерполо репрезентација: Гојко Пијетловић Душан Мандић Никола Дедовић Сава Ранђеловић Ђорђе Лазић Душко Пијетловић Страхиња Рашовић Милан Алексић Никола Јакшић Филип Филиповић Андрија Прлаиновић Стефан Митровић Бранислав Митровић | 2020. Токио          | Ватерполо    | турнир М                     |
| 7.  | Злато  | Зорана Аруновић Дамир Микец | 2024. Париз          | Стрељаштво   | ваздушни пиштољ 10 м екипно  |
| 8.  | Злато  | Новак Ђоковић | 2024. Париз          | Тенис        | појединачно М                |
| 9.  | Злато  | Мушка ватерполо репрезентација: Радослав Филиповић Душан Мандић Страхиња Рашовић Сава Ранђеловић Милош Ћук Никола Дедовић Радомир Драшовић Никола Јакшић Немања Убовић Немања Вицо Петар Јакшић Виктор Рашовић Владимир Мишовић              | 2024. Париз          | Ватерполо    | турнир М                     |
| 1.  | Сребро | Милорад Чавић | 2008. Пекинг         | Пливање      | 100 м делфин М               |
| 2.  | Сребро | Ивана Максимовић | 2012. Лондон         | Стрељаштво   | МК пушка 50 м тростав Ж      |
| 3.  | Сребро | Тијана Богдановић | 2016. Рио де Жанеиро | Теквондо     | до 49 кг                     |
| 4.  | Сребро | Марко Томићевић Миленко Зорић | 2016. Рио де Жанеиро | Кајак и кану | К-2 1.000 м М                |
| 5.  | Сребро | Женска одбојкашка репрезентација: Бианка Буша Јована Бракочевић Бојана Живковић Тијана Малешевић Бранкица Михајловић Маја Огњеновић Стефана Вељковић Јелена Николић Јована Стевановић Милена Рашић Силвија Поповић Тијана Бошковић           | 2016. Рио де Жанеиро | Одбојка      | турнир Ж                     |
| 6.  | Сребро | Мушка кошаркашка репрезентација: Милош Теодосић Марко Симоновић Богдан Богдановић Стефан Марковић Никола Калинић Немања Недовић Стефан Бирчевић Мирослав Радуљица Никола Јокић Владимир Штимац Стефан Јовић Милан Мачван                     | 2016. Рио де Жанеиро | Кошарка      | турнир М                     |
| 7.  | Сребро | Дамир Микец | 2020. Токио          | Стрељаштво   | ваздушни пиштољ 10 м М       |
| 8.  | Сребро | Александра Перишић | 2024. Париз          | Теквондо     | до 67 кг                     |
| 1.  | Бронза | Новак Ђоковић | 2008. Пекинг         | Тенис        | појединачно М                |
| 2.  | Бронза | Мушка ватерполо репрезентација: Денис Шефик Андрија Прлаиновић Живко Гоцић Вања Удовичић Дејан Савић Душко Пијетловић Филип Филиповић Александар Ћирић Александар Шапић Бранко Пековић Владимир Вујасиновић Слободан Соро Никола Рађен       | 2008. Пекинг         | Ватерполо    | турнир М                     |
| 3.  | Бронза | Андрија Златић | 2012. Лондон         | Стрељаштво   | 10 m ваздушни пиштољ М       |
| 4.  | Бронза | Мушка ватерполо репрезентација: Слободан Соро Алекса Шапоњић Живко Гоцић Вања Удовичић Душан Мандић Душко Пијетловић Слободан Никић Милан Алексић Никола Рађен Филип Филиповић Андрија Прлаиновић Стефан Митровић Гојко Пијетловић           | 2012. Лондон         | Ватерполо    | турнир М                     |
| 5.  | Бронза | Ивана Шпановић | 2016. Рио де Жанеиро | Атлетика     | скок у даљ Ж                 |
| 6.  | Бронза | Женска кошаркашка репрезентација: Тамара Радочај Соња Петровић Саша Чађо Сара Крњић Невена Јовановић Јелена Миловановић Дајана Бутулија Александра Црвендакић Драгана Станковић Милица Дабовић Ана Дабовић Данијела Пејџ                     | 2016. Рио де Жанеиро | Кошарка      | турнир Ж                     |
| 7.  | Бронза | Тијана Богдановић | 2020. Токио          | Теквондо     | до 49 кг                     |
| 8.  | Бронза | Мушка репрезентација у баскету: Душан Домовић Булут Михаило Васић Дејан Мајсторовић Александар Ратков | 2020. Токио          | Кошарка      | турнир М                     |
| 9.  | Бронза | Миленко Себић | 2020. Токио          | Стрељаштво   | МК пушка 50 м тростав М      |
| 10. | Бронза | Зураб Датунашвили | 2020. Токио          | Рвање        | грчко-римски стил до 87 кг М |
| 11. | Бронза | Женска одбојкашка репрезентација: Бјанка Буша Мина Поповић Слађана Мирковић Бранкица Михајловић Маја Огњеновић Маја Алексић Ана Бјелица Милена Рашић Силвија Поповић Тијана Бошковић Бојана Миленковић Јелена Благојевић                     | 2020. Токио          | Одбојка      | турнир Ж                     |
| 12. | Бронза | Мушка кошаркашка репрезентација: Урош Плавшић Филип Петрушев Никола Јовић Богдан Богдановић Вања Маринковић Огњен Добрић Никола Јокић Василије Мицић Марко Гудурић Дејан Давидовац Алекса Аврамовић Никола Милутинов                         | 2024. Париз          | Кошарка      | турнир М                     |

### Зимске олимпијске игре

#### Учешће и освојене медаље на ЗОИ
| Учешће и освојене медаље на ЗОИ |                                                 |                                                 |                                                 |                                                 |                                                 |                                                 |                                                 |                                                 |                                                 |                                                 |
| ЗОИ                             | Носилац заставе                                 | Учешће                                          | Мушкарци                                        | Жене                                            | Спорт                                           | Злато                                           | Сребро                                          | Бронза                                          | Укупно                                          | Ранг                                            |
| 1924—1992                       | Као део Краљевине Југославије и СФР Југославије | Као део Краљевине Југославије и СФР Југославије | Као део Краљевине Југославије и СФР Југославије | Као део Краљевине Југославије и СФР Југославије | Као део Краљевине Југославије и СФР Југославије | Као део Краљевине Југославије и СФР Југославије | Као део Краљевине Југославије и СФР Југославије | Као део Краљевине Југославије и СФР Југославије | Као део Краљевине Југославије и СФР Југославије | Као део Краљевине Југославије и СФР Југославије |
| 1994—2006                       | Као део СР Југославије и Србије и Црне Горе     | Као део СР Југославије и Србије и Црне Горе     | Као део СР Југославије и Србије и Црне Горе     | Као део СР Југославије и Србије и Црне Горе     | Као део СР Југославије и Србије и Црне Горе     | Као део СР Југославије и Србије и Црне Горе     | Као део СР Југославије и Србије и Црне Горе     | Као део СР Југославије и Србије и Црне Горе     | Као део СР Југославије и Србије и Црне Горе     | Као део СР Југославије и Србије и Црне Горе     |
| 2010. Ванкувер                  | Јелена Лоловић                                  | 10                                              | 6                                               | 4                                               | 4                                               | 0                                               | 0                                               | 0                                               | 0                                               | -                                               |
| 2014. Сочи                      | Миланко Петровић                                | 8                                               | 5                                               | 3                                               | 5                                               | 0                                               | 0                                               | 0                                               | 0                                               | -                                               |
| 2018. Пјонгчанг                 | Невена Игњатовић                                | 4                                               | 3                                               | 1                                               | 2                                               | 0                                               | 0                                               | 0                                               | 0                                               | -                                               |
| 2022. Пекинг                    |                                                 |                                                 |                                                 |                                                 |                                                 |                                                 |                                                 |                                                 |                                                 |                                                 |
| 2026. Милано и Кортина          |                                                 |                                                 |                                                 |                                                 |                                                 |                                                 |                                                 |                                                 |                                                 |                                                 |
| Укупно (3)                      |                                                 | 22                                              | 14                                              | 8                                               |                                                 | 0                                               | 0                                               | 0                                               | 0                                               | -                                               |

#### Преглед учешћа спортиста Србије и освојених медаља по спортовима на ЗОИ
| Спорт           | Период | Период   | Укупно | Мушкарци | Жене | Злато | Сребро | Бронза | Укупно |
| Спорт           | Прво   | Последње | Укупно | Мушкарци | Жене | Злато | Сребро | Бронза | Укупно |
| --------------- | ------ | -------- | ------ | -------- | ---- | ----- | ------ | ------ | ------ |
| Алпско скијање  | 2010   | 2018     | 5      | 2        | 3    | 0     | 0      | 0      | 0      |
| Биатлон         | 2010   | 2014     | 1      | 1        | 0    | 0     | 0      | 0      | 0      |
| Боб             | 2010   | 2014     | 5      | 5        | 0    | 0     | 0      | 0      | 0      |
| Скијашко трчање | 2010   | 2018     | 6      | 4        | 2    | 0     | 0      | 0      | 0      |
| Сноубординг     | 2014   | 2014     | 1      | 0        | 1    | 0     | 0      | 0      | 0      |
| Укупно (5)      |        |          | 18     | 12       | 6    | 0     | 0      | 0      | 0      |

Разлика у горње две табеле од 4 учесника (2 мушкарца и 2 жене) настала је у овој табели јер је сваки спортиста без обзира колико је пута учествовао на играма и у колико разних дисциплина и спортова на истим играма рачунат само једном.

### Вишеструки освајачи медаља
Списак спортиста који су барем једном на Олимпијским играма наступали под заставом Србије као самосталне државе и који су током каријере освојили више од једне медаље.
| Такмичар             | Спорт      | Период | Период   | Злато | Сребро | Бронза | Укупно |
| Такмичар             | Спорт      | Прва   | Последња | Злато | Сребро | Бронза | Укупно |
| -------------------- | ---------- | ------ | -------- | ----- | ------ | ------ | ------ |
| Душан Мандић         | Ватерполо  | 2012.  | 2024.    | 3     | 0      | 1      | 4      |
| Никола Јакшић        | Ватерполо  | 2016.  | 2024.    | 3     | 0      | 0      | 3      |
| Сава Ранђеловић      | Ватерполо  | 2016.  | 2024.    | 3     | 0      | 0      | 3      |
| Душко Пијетловић     | Ватерполо  | 2008.  | 2020.    | 2     | 0      | 2      | 4      |
| Андрија Прлаиновић   | Ватерполо  | 2008.  | 2020.    | 2     | 0      | 2      | 4      |
| Филип Филиповић      | Ватерполо  | 2008.  | 2020.    | 2     | 0      | 2      | 4      |
| Милан Алексић        | Ватерполо  | 2012.  | 2020.    | 2     | 0      | 1      | 3      |
| Стефан Митровић      | Ватерполо  | 2012.  | 2020.    | 2     | 0      | 1      | 3      |
| Гојко Пијетловић     | Ватерполо  | 2012.  | 2020.    | 2     | 0      | 1      | 3      |
| Милица Мандић        | Теквондо   | 2012.  | 2020.    | 2     | 0      | 0      | 2      |
| Бранислав Митровић   | Ватерполо  | 2016.  | 2020.    | 2     | 0      | 0      | 2      |
| Јасна Шекарић        | Стрељаштво | 1988.  | 2004.    | 1     | 3      | 1      | 5      |
| Дамир Микец          | Стрељаштво | 2008.  | 2024.    | 1     | 1      | 0      | 2      |
| Слободан Никић       | Ватерполо  | 2004.  | 2016.    | 1     | 1      | 1      | 3      |
| Живко Гоцић          | Ватерполо  | 2008.  | 2016.    | 1     | 0      | 2      | 3      |
| Андрија Герић        | Одбојка    | 1996.  | 2000.    | 1     | 0      | 1      | 2      |
| Никола Грбић         | Одбојка    | 1996.  | 2000.    | 1     | 0      | 1      | 2      |
| Владимир Вујасиновић | Ватерполо  | 2000.  | 2008.    | 0     | 1      | 2      | 3      |
| Дејан Савић          | Ватерполо  | 2000.  | 2008.    | 0     | 1      | 2      | 3      |
| Александар Ћирић     | Ватерполо  | 2000.  | 2008.    | 0     | 1      | 2      | 3      |
| Вања Удовичић        | Ватерполо  | 2004.  | 2012.    | 0     | 1      | 2      | 3      |
| Александар Шапић     | Ватерполо  | 2000.  | 2008.    | 0     | 1      | 2      | 3      |
| Милош Ћук            | Ватерполо  | 2016.  | 2024.    | 2     | 0      | 0      | 2      |
| Никола Дедовић       | Ватерполо  | 2020.  | 2024.    | 2     | 0      | 0      | 2      |
| Страхиња Рашовић     | Ватерполо  | 2020.  | 2024.    | 2     | 0      | 0      | 2      |
| Денис Шефик          | Ватерполо  | 2004.  | 2008.    | 0     | 1      | 1      | 2      |
| Тијана Богдановић    | Теквондо   | 2016.  | 2020.    | 0     | 1      | 1      | 2      |
| Тијана Бошковић      | Одбојка    | 2016.  | 2020.    | 0     | 1      | 1      | 2      |
| Бјанка Буша          | Одбојка    | 2016.  | 2020.    | 0     | 1      | 1      | 2      |
| Бранкица Михајловић  | Одбојка    | 2016.  | 2020.    | 0     | 1      | 1      | 2      |
| Маја Огњеновић       | Одбојка    | 2016.  | 2020.    | 0     | 1      | 1      | 2      |
| Силвија Поповић      | Одбојка    | 2016.  | 2020.    | 0     | 1      | 1      | 2      |
| Милена Рашић         | Одбојка    | 2016.  | 2020.    | 0     | 1      | 1      | 2      |
| Богдан Богдановић    | Кошарка    | 2016.  | 2024.    | 0     | 1      | 1      | 2      |
| Никола Јокић         | Кошарка    | 2016.  | 2024.    | 0     | 1      | 1      | 2      |
| Никола Рађен         | Ватерполо  | 2008.  | 2012.    | 0     | 0      | 2      | 2      |
| Слободан Соро        | Ватерполо  | 2008.  | 2012.    | 0     | 0      | 2      | 2      |
| Новак Ђоковић        | Тенис      | 2008.  | 2024.    | 1     | 0      | 1      | 2      |

- Подебљана имена представљају и даље активне спортисте
- Укошене године представљају освојене медаље под заставом неке од држава претходница

### Освајачи медаља као спортисти и тренери
| Спортиста           | Спорт      | Као такмичар | Као такмичар | Као такмичар | Као такмичар | Као такмичар | Као тренер / селектор | Као тренер / селектор | Као тренер / селектор | Као тренер / селектор | Као тренер / селектор |
| Спортиста           | Спорт      | Период       | Злато        | Сребро       | Бронза       | Укупно       | Период                | Злато                 | Сребро                | Бронза                | Укупно                |
| ------------------- | ---------- | ------------ | ------------ | ------------ | ------------ | ------------ | --------------------- | --------------------- | --------------------- | --------------------- | --------------------- |
| Дејан Савић         | Ватерполо  | 2000–2008.   | 0            | 1            | 2            | 3            | 2016–2020.            | 2                     | 0                     | 0                     | 2                     |
| Горан Максимовић    | Стрељаштво | 1988.        | 1            | 0            | 0            | 1            | 2004–2012.            | 0                     | 2                     | 1                     | 3                     |
| Александар Ђорђевић | Кошарка    | 1996.        | 0            | 1            | 0            | 1            | 2016.                 | 0                     | 1                     | 0                     | 1                     |

### Занимљивости
- Најмлађи учесник: Ања Цревар (16 година, 75 дана) — пливање 2016.
- Најстарији учесник: Јасна Шекарић (46 година, 228 дана) — стрељаштво 2012.
- Прва медаља: Милорад Чавић (2008)
- Прва златна медаља: Милица Мандић (2012)
- Најбољи пласман на ЛОИ: 28 (2020)
- Најбољи пласман на ЗОИ: без медаља